# Comté de Custer (Oklahoma)
Pour les articles homonymes, voir Comté de Custer.
Le comté de Custer est un comté situé dans l'ouest de l'État de l'Oklahoma aux États-Unis. Le siège du comté est Arapaho. Selon le recensement de 2000, sa population est de 26 142 habitants.

## Comtés adjacents
- Comté de Dewey (nord)
- Comté de Blaine (est)
- Comté de Caddo (sud-est)
- Comté de Washita (sud)
- Comté de Beckham (sud-ouest)
- Comté de Roger Mills (ouest)

## Principales villes
- Arapaho
- Butler
- Clinton
- Custer City
- Hammon (partiellement)
- Indianapolis
- Thomas
- Weatherford